# Parafia św. Tomasza Apostoła w Osinach
Parafia Świętego Tomasza Apostoła w Osinach – parafia rzymskokatolicka w Osinach. Należy do dekanatu Poraj archidiecezji częstochowskiej. Została utworzona 24 czerwca 2001 roku, poprzez wydzielenie z parafii św. Jana Chrzciciela w Poczesnej. Parafię prowadzą księża diecezjalni.

## Historia
Pierwsza kaplica w Osinach została wybudowana staraniem kolejnych proboszczów parafii w Poczesnej, ks. Fortunata Nowaka, ks. Józefa Zyszczaka i ks. Stanisława Szafrańca. Parafię pod wezwaniem Najświętszej Maryi Panny Różańcowej utworzył 24 czerwca 2001 r. arcybiskup częstochowski Stanisław Nowak. W 2002 r. staraniem pierwszego proboszcza ks. Pawła Kłosa wybudowano dom parafialny. W 2003 r. rozpoczęto budowę kościoła parafialnego. Po sprowadzeniu do Osin w 2006 r. relikwii św. Tomasza Apostoła podjęto decyzję o budowie większej świątyni. Arcybiskup Stanisław Nowak 11 stycznia 2010 r. dokonał zmiany wezwania parafii na św. Tomasza Apostoła.    

## Proboszczowie parafii
| imię i nazwisko              | daty urzędowania |
| ---------------------------- | ---------------- |
| ks. Paweł Marcin Kłos        | 2001–2014        |
| ks. Paweł Tomasz Lesiakowski | od 2014          |